# Détrier
Détrier è un comune francese di 441 abitanti situato nel dipartimento della Savoia della regione dell'Alvernia-Rodano-Alpi. Il suo territorio è attraversato dal torrente Breda.

## Società

### Evoluzione demografica
Abitanti censiti